# Myriocarpa laevigata
Myriocarpa laevigata är en nässelväxtart som beskrevs av Ellsworth Paine Killip. Myriocarpa laevigata ingår i släktet Myriocarpa och familjen nässelväxter. Inga underarter finns listade i Catalogue of Life.